# Карденас, Нэнси
Нэ́нси Ка́рденас (исп. Nancy Cárdenas; 29 мая 1934, Паррас-де-ла-Фуэнте, Коауила, Мексика — 23 марта 1994, Мехико, Мексика) — мексиканская актриса, поэтесса, писательница, феминистка, драматург, одна из первых женщин Мексики, совершивших публично камин-аут.

## Биография
Родилась 29 мая 1934 года в Паррас-де-ла-Фуэнте, штат Коауила. В 1954—1960 годах работала диктором на радио. Получила докторскую степень по философии и литературе в Национальном автономном университете Мексики, в 1960—1961 годах изучала в Йельском университете режиссуру театра и кино, в 1961 году проходила курсы польского языка и литературы в Лодзи (ПНР), много путешествовала по Европе.
В 1960-х годах занялась литературой, стала писать пьесы и статьи в различных газетах и журналах на тему культуры. Участвовала в протестах 1968 года, была арестована во время демонстрации. В 1970 году стала театральным режиссёром, поставив на сцене пьесу El efecto de los rayos gamma sobre las caléndulas (с исп. — «Влияние гамма-излучения на ноготки»), которую перевела на испанский сама. Спектакль получил первый приз Ассоциации критиков театра.
В начале 1970-х годов начинает интересоваться движением за права сексуальных меньшинств в США и Западной Европе, состоянием ЛГБТ-сообщества в своей стране, и открывает в своём доме литературный салон для гомосексуальных писателей. В 1973 году во время в ток-шоу 24 horas на мексиканском телевидении, во время обсуждения увольнении сотрудника-гея, объявила о своей ориентации, став таким образом первой открытой лесбиянкой Мексики среди публичных личностей. В 1974 году основала Гомосексуальный фронт освобождения (FLH). Она посещала лесбийские конференции в Латинской Америке, и начала писать и ставить более откровенные лесбийские пьесы. В 1979 году в сотрудничестве с Карлосом Монсивайсом сняла документальный фильм México de mis amores.
2 октября 1978 года, во время марша в память о резне в Тлателолько, она возглавила первый гей-парад на площади Трёх Культур.
Умерла в Мехико 23 марта 1994 года от рака молочной железы.